# Argentina
 For alternative betydninger, se Argentina (flertydig). (Se også artikler, som begynder med Argentina)
Argentina, officielt Den Argentinske Republik (spansk: República Argentina), er en suveræn stat i det sydlige Sydamerika. Landet grænser op til Chile i vest, Bolivia og Paraguay i nord, Brasilien i nordøst, Uruguay og Atlanterhavet i øst, og Drakestrædet i syd. Argentina er med sine 2.780.400 km2
det ottende største land i verden, det fjerde største land i Amerika og det næststørste land i Sydamerika. Befolkningsmæssigt er Argentina med 47.327.407 (2022) indbyggere det tredjestørste land i Sydamerika. Det er desuden verdens tredjestørste spansktalende land. Argentina består af 23 provinser samt den autonome by Buenos Aires, der også er landets forbundshovedstad. Buenos Aires er et af de største, centrale industriområder i Amerika og anses som et af de største kulturcentre i verden, hvorfra blandt andet tangoen opstod. Provinserne og hovedstaden har egne forfatninger, men er underlagt et føderalt system. Argentina gør krav på dele af Antarktis, Falklandsøerne (spansk: Islas Malvinas), og South Georgia og South Sandwich Islands. På grund af den store udstrækning fra nord til syd har de forskellige landsdele op til flere klima- og vegetationszoner. Navnet Argentina kommer fra det latinske ord for sølv, "argentum".
Der har boet mennesker i det nuværende Argentina siden den ældste stenalder. I præcolumbiansk tid strakte Inkariget sig til den nordvestlige del af landet. Den moderne stat Argentina opstod i forbindelse med den spanske kolonisering af Sydamerika i det 16. århundrede. Argentina er arvtager til Vicekongedømmet Río de la Plata, der blev grundlagt som et spansk vicekongedømme i 1776. Uafhængighedserklæringen af 1816 blev efterfulgt af en langvarig borgerkrig, der varede indtil 1861. Vicekongedømmet blev omdannet til et forbund af provinser med Buenos Aires som hovedstad. Argentina oplevede herefter en periode med fred og stabilitet, og store bølger af europæiske immigranter fra hovedsageligt Italien og Spanien ændrede radikalt landets kulturelle og demografiske profil. Den støt stigende velstand førte i begyndelsen af det 20. århundrede til, at Argentina blev verdens syvende rigeste land.
I 1930'erne trådte Argentina som følge af depressionen ind i en periode med politisk uro og økonomisk krise. Selvom ustabiliteten satte en stopper for den positive udvikling, forblev Argentina et af verdens rigeste lande frem til midten af det 20. århundrede. Efter præsident Juan Peróns død i 1974, overtog hans enke Isabel Martinez de Perón præsidentembedet. Hun blev væltet ved et amerikansk støttet statskup i 1976, der førte til en årrække under et højreorienteret militærdiktatur. Militærstyret forfulgte og dræbte  politiske kritikere, aktivister og venstreorienterede under den såkaldt beskidte krig, der varede indtil Raúl Alfonsín blev valgt til præsident i 1983. Adskillige af militærjuntaens ledere blev senere dømt og fængslet for deres forbrydelser.
Argentina har formået at bevare sin historiske position som mellemmagt, og det er i dag en prominent regionalmagt i Latinamerika. Argentina har den næststørste økonomi i Sydamerika og den tredje største økonomi i Latinamerika. Argentina er medlem af G15 og G20. Landet er også medlem af FN, Verdensbanken, WTO, Mercosur, UNASUR, CELAC og OEI. På trods af en historie præget af økonomisk ustabilitet, er Argentina ifølge FN's HDI-liste det næstmest udviklede land i Latinamerika.

## Etymologi
Navnet "Argentina" stammer fra Latin argentum ("sølv", plata på spansk), et navneord, der forbindes med legenden om sølvbjergene, som blev fortalt vidt og bredt blandt de første europæiske opdagelsrejsende, der udforskede La Plata Basin.
Det første dokument man kan spore tilbage til, hvor ordet er blevet brugt er i et digt fra 1602 med titlen La Argentina, digtet af Martín del Barco Centenera. Digtet beskriver regionen og grundlæggelsen af Buenos Aires.
Selvom "Argentina" allerede var almindeligt at bruge i det 18. århundrede, så kaldtes landet officielt "Viceroyalty of the Río de la Plata" af det spanske rige, og "United Provinces of the Río de la Plata" efter at landet blev selvstændig stat. Ordet Argentina blev brugt i forfatningen af 1826 som "Argentine Republic".
Navnet "Argentine Confederation" var også i almindelig brug og blev formaliseret i grundloven af 1853.

## Geografi
Argentina har et areal på 2.780.400 kvadratkilometer og er dermed det næststørste land i Sydamerika. Udstrækningen af landet fra nord til syd er på 3.694 km, mens strækningen fra vest til øst på det bredeste sted er omtrent 1.423 km. Det grænser i øst op til Atlanterhavet, i vest til Chile, i nord til Bolivia og Paraguay, og i nordøst til Brasilien og Uruguay. Kystlinjen er på 4.989 km.
Hele det vestlige grænseområde bliver indtaget af Andesbjergene, som er den længste kontinentale bjergkæde på Jorden over havoverfladen. Det centrale Nordargentina består af Gran Chaco, en varm og tør savanne. Øst for den ligger provinsen Misiones' bakkeland langs Paraná-floden. I hjørnet mellem de tre lande Argentina–Paraguay–Brasilien ligger Iguazúflodens vandfald, som er blandt de største på Jorden.
Syd derfor, mellem de store strømme fra Río Paraná og Río Uruguay, ligger det fugtige og sumpede Mesopotamia. Ved Río de la Plata, som er en fælles udmunding for begge strømmene, ligger byen Buenos Aires og provinsen af samme navn, som er hjertet af Argentinas økonomi. Omkring en tredjedel af landets befolkning bor i dette område. Ved folketællingen i 2010 boede der 15.625.084 i provinsen.
Vest og syd for Buenos Aires strækker pampaerne, en græsbevokset flade, hvor en stor del af landets landbrug bliver opdyrket, men i de senere år er man i stor grad gået over til produktion af sojabønner, og udpiner jorden, da man i produktionen af sojabønner ikke tager hensyn til, at jorden skal hvile, og kritikere er bange for, at jorden forvandles til sand. I denne region ligger også store hvedemarker og græsningsarealer til kvæg, hvis kød er en vigtig eksportvare. Argentina var engang nummer tre i verden i eksport af oksekød, men nu er de nummer fire i Sydamerika.
Mellem pampaerne og Andesbjergene ligger bjerglandskabet Sierras Pampeanas i det centrale Argentina.
Patagonien i det sydlige Argentina er præget af stærke vestenvinde og har et meget hårdt klima. Dette område, som udgør omkring en fjerdedel af landets samlede areal, er af samme grund meget tyndt befolket. Landets, og Amerikas, dybeste punkt er Laguna del Carbón med sine 105 m under havoverfladen. Den ligger mellem Puerto San Julián og Comandante Luis Piedra Buena i provinsen Santa Cruz.
Argentina gør krav på 965.597 km2 af det antarktiske kontinent, det såkaldte argentinske Antarktis.

### Bjerglandskaber og kendte bjerge
I de argentinske Andesbjerge findes der flere meget høje bjerge på over 6.000 m – deriblandt Amerikas højeste bjerg, Aconcagua som er 6.962 m højt, samt begge Jordens højeste vulkaner, Ojos del Salado på 6.880 m og Monte Pissis på 6.795 m. I de sydlige Andesbjerge er bjergene mindre, og mange af dem er dækket af sne på grund af det fugtige, kolde klima.
I Sierras Pampeanas findes høje punkter som Sierra de Famatina i provinsen La Rioja der er over 6.000 m. Dette bjergkompleks falder dog i højde i den østlige side, og i Sierras de Córdoba når det kun højst 2.800 meter.
De nordlige "patagonider" (Mesetas Patagoniens) når sydøst for Mendoza mindst 4.700 m i højde, men bliver gradvist mindre længere sydøst. I de andre områder i Argentina er bjergene kun undtagelsesvis over 1.000 m høje. Heriblandt Sierras Australes Bonaerenses (Sierra de la Ventana og Sierra de Tandil) ved Atlanterhavskysten og bakke- og bjerglandskabet i Misiones.

### Floder og søer
Argentinas hydrologi er domineret af tilstrømningen fra Río de la Plata. Dens afvandingsområde omfatter cirka 5.200.000 km². Næsten en tredjedel heraf ligger i Argentina, og resten i Bolivia, Brasilien, Paraguay og Uruguay. Río de la Plata's tilstrømninger er Río Paraná og Río Uruguay. Nordpå ved grænsen til Brasilien ligger Iguazú Nationalpark, hvori floden Iguazú med Iguazú-vandfaldene, som er tre gange så store som Niagaravandfaldene, befinder sig.
Et andet afvandingsområde har Río Colorado i Nordpatagonien, hvis vigtigste tilstrømning, Río Salado del Oeste, afvander størstedelen af Vestargentina omend størstedelen af dens vandmasser dog fordamper på vejen i det trykkende klima, eller siver ned i sumpområder.
Argentina har to større søområder. Det mest omfangsrige ligger ved foden af det sydlige Andes, hvor der strækker sig en lang kæde af smeltevandssøer fra provinsen Neuquén til Ildlandet. Desuden befinder der sig i det vestlige centrale Pampa og i det sydlige Chaco mange lavlandssøer, som ofte kun er få meter dybe og ofte er saltindholdige.
Af speciel betydning er lavlandssøen Laguna Mar Chiquita på 5.770 km² i provinsen Córdoba samt Andessøerne Lago Argentino (1.415 km²) og Lago Viedma (1.088 km²), som begge ligger i den UNESCO-beskyttede Los Glaciares nationalpark.

### Øer
Argentina har på trods af dets langstrakte kystlinje kun få øer. De største er de 47.020 km² store Isla Grande de Tierra del Fuego, som hører til arkipelaget Ildlandet, og hvoraf Argentina har (provinsen Tierra del Fuego på 21.591 km²) og Chile har 25.429 km².
De enkelte andre øområder af betydning ligger syd for provinsen Buenos Aires, hvor der ligger to udstrakte tidevandsområder i bugten ved Bahía Blanca og Bahía Anegada. Øerne er flade og er ubeboede med undtagelse af Isla Jabalí, hvorpå badestedet San Blas er placeret. Den største ø er Isla Trinidad på 207 km². Herudover er der enkelte mindre klippeøer ved den patagoniske kyst.
Falklandsøerne (spansk: Islas Malvinas) er en omstridt øgruppe i det sydlige atlantiske ocean. Geografisk set tilhører øerne Sydamerika og ligger mellem 600 og 800 km øst for Sydargentina og Ildlandet mellem 52° syd og 59° vest. Falklandsøerne er efter international lov de facto (men ikke de jure) et britisk oversøisk territorium, men Argentina har gjort krav på dem siden Storbritannien besatte øerne i 1833. Argentinas besættelse af øerne 2. april 1982 udløste Falklandskrigen, som varede til 14. juni 1982 og endte med Argentinas nederlag. De største af øerne er Østfalkland (Soledad) på 6.683 km² og Vestfalkland (Gran Malvina) på 5.278 km². Sydøst for Falklandsøerne ligger territoriet South Georgia og South Sandwich Islands, som er under samme juridiske status som Falklandsøerne og administrativt hører under dem.

### Klima
Argentina har et meget varieret klima og strækker sig over flere klimazoner – der er områder der rangerer fra det tropiske i det yderste nordøst over subtropisk i resten af den nordlige del af landet og en udstrakt tempereret klimazone ned til de kolde klimaregioner i syden og i Andes.
Det nordvestlige Argentina er i Andesområdet tørt og med kun meget lidt regn i løbet af sommeren. I landet ligger også storørkenen Puna, hvis vestlige del hører blandt de mest regnfattige områder i verden, samt det ufrugtbare Monte ved foden af Andesbjergene i provinserne Mendoza, San Juan og La Rioja. 
Østskrænterne ved Andes huser subtropiske tågeskove i provinserne Tucumán, Salta og Jujuy, som om sommeren er rige på nedbør på grund af østvindenes fugtighed, men om vinteren er relativt tørre. Mod øst ligger Gran Chaco hvor nedbør er koncentreret til om sommeren, ligesom i regionen Sierras Pampeanas i Centralargentina. I begge regioner aftager nedbøren mod vest.
Den nordøstlige del af landet, samt Pamparegionen, har et fugtigt klima hele året rundt, hvilket gør at den største mængde nedbør i subtropisk regnskov finder sted i provinsen Misiones.
Syden (Patagonien) ligger i den vestlige vindzone, og den vestlige del får af den grund mere nedbør end den østlige. Andesbjergene ligger i et permanent fugtigt klima, og har en moderat kølig temperatur. De fungerer som barriere for de fugtige stillehavsvinde, så den østlige forlængelse af de patagoniske områder  er meget tørre og næsten ørken nogle steder. I denne region bliver klimaet ofte bestemt af de fra sydvest blæsende, ofte voldsom, Pamperovinde. Et særtilfælde er klimaet i den sydlige del af Ildlandet med køligt kystklima, hvor på grund af de manglende klimapåvirkninger fra Andes både lader vejret blive bestemt af indflydelse fra Stillehavet og Atlanterhavet. På det sted er nedbørsmængderne relativt store og temperaturen ændrer sig kun lidt mellem sommer og vinter.

### Flora og fauna
Som følge af Argentinas mange forskellige klimazoner varierer vegetationen og dyrelivet også kraftigt. Sammenlagt er omkring 12% af arealet skov.

#### Flora
I de varme, fugtige tropiske og subtropiske regnskove i Nordargentina trives tropiske planter, såsom Palisander-arter (Dalbergia), Jakaranda (Jacaranda mimosifolia) og Quebrachotræer (Schinopsis lorentzii), hvorfra der udvindes tannin, men også palmer. Gran Chaco ligger ligeledes nordpå, og har en savanneagtig vegetation, som domineres af prosopisslægten (hovedsageligt Hvid Prosopis (Prosopis alba) og Sort Prosopis (Prosopis nigra)), omend der også findes Quebracho. Den sydlige og østlige del af Gran Chaco har et mildere klima, og bliver benyttet til landbrug, mens den nordlige del stadig står urørt.
Pampaen er præget af udstrakte græsarealer med forskellige typer græs. Bortset fra Eukalyptus ((Eucalyptus), amerikanske plataner (Platanus occidentalis) og Akacier (Acacia) findes her ingen træer; ingen af de to førstnævnte arter er oprindeligt fra området. På grund af den fine, stenfri jord er der gode muligheder for landbrugserhverv på området, så der findes kun et fåtal af de oprindelige vildtgroende plantearter.
Patagonien ligger i regnlæ af Andesbjergene og er et karrigt og i store områder træløst landskab. Her er, ligesom i Pampaen, store græsarealer, omend vegetationen er væsentligt mere tør. Desuden finder man forskellige urtebevoksninger og buske. På grund af den stenede jord er korndyrkning ikke muligt, og i stedet bruges arealet til græsning af får.
I forbjergene til Andes og i Ildlandet findes der udstrakte nåleskove med grantræer (Picea), Cypresser (Cupressus), fyr (Pinus), Cedertræer (Cedrus) og andre lignende træer. Nær den chilenske grænse er der spredte grupper af Sydbøge (Nothofagus). Trægrænsen ligger på omkring 3.500 m. I de tørre, højtliggende områder af Andes er der gold halvørken med mange kaktusser (Cactaceae) og tornebuske.
Den udsprungne blomst fra Koralbusken (Erythrina crista-galli) er blevet valgt til "nationalblomst", og er et af Argentinas nationalsymboler.

#### Fauna
I den tropiske nordlige del af Argentina er dyreverdenen yderst mangfoldig. Her eksisterer hovedsageligt forskellige abearter, jaguarer, pumaer, ozelotter, vaskebjørne, næsebjørne og myreslugere ligesom der også kan ses tapirer, navlesvin og reptiler såsom slanger og kaimaner. Blandt fuglene i det tropiske nord er kolibrier, flamingoer og papegøjer. I floderne findes piratfisk samt flere andre fiskearter.
I pampaen findes bæltedyr, mankeulve, pampasræve, pampaskatte, pampashjorte, nanduer, forskellige rovfugle såsom falke samt hejrer.
I Andesbjergenes knappe landskab findes de vilde lamaer, guanakoer og vikunjaer, samt Andeskondoren. Af rovdyr findes Andeskatten, pumaen og Andesræven. Ved saltvand findes tit trækfugle såsom flamingoer.
I Patagonien og Ildlandet er dyrelivet mere begrænset. Også her lever pumaer, nanduer og guanakoer; pudúen er en lille hjort i det sydlige Andes. I Ildlandet bygger skarver ofte rede. De patagoniske kyster huser Magellanpingviner og kolonier af sydamerikanske pelssæler og søløver.
I Argentinas kystfarvand lever blandt andet den sydlige rethval, spækhuggere og Commersons delfiner, samt Merlucciidae, sardiner, makreller og guldmakreller.

## Demografi
Argentina har et anslået befolkningstal på ca. 47.327.407 (2022). Dette svarer til en befolkningstæthed på 17 indbyggere/km².
Cirka 87% af befolkningen bor i byer med mere end 2.000 indbyggere, hvoraf ca. 13.985.794(2022) bor i metropolregionen Gran Buenos Aires. Denne har en befolkningstæthed på 2.989 indbyggere/km².
Byen og provinsen Buenos Aires har tilsammen 16,6 millioner, provinserne Córdoba og Santa Fe har hver ca. 3 millioner, således at sammenlagt 60% af befolkningen bor i disse tre centrale dele af landet.
Store dele af det øvrige land er derimod meget tyndt, specielt i det tørre syd, hvor der kun bor cirka 1-3 indbyggere/km².

### Etniske grupper
Mere end 90% af befolkningen stammer ifølge den officielle statistik fra indvandrede europæere, heraf omtrent 36 % fra italienere, cirka 29 % fra spaniere og omtrent 3–4 % fra tyskere. I Buenos Aires-området samt i provinserne Provincia de Chaco og Misiones spiller polsk kultur også en vigtig rolle. I disse tilfælde drejer det sig om efterkommere af polske emigranter fra 1920'erne.
Fra begyndelsen af 1990'erne er andelen af mestizer – efterkommere af såvel europæere som indianere – kommet under 10%. Ifølge nyere beregninger er deres andel dog imidlertid langt større. Denne diskrepans kommer formodentlig fra, at mestizerne tidligere blev voldsomt diskrimineret, og derfor har udgivet sig for at være "hvide".

### Indiansk befolkning
Kun et mindretal af argentinerne er efterkommere af de etniske grupper der levede på landets territorium da spanierne ankom. Dette skyldes på den ene side at Argentina før koloniseringen kun var tætbefolket i den nordvestlige del, og på den anden side at de tilbageblevne indianere blev udryddet af spanierne og senere af de selvstændige argentinere. Det statslige indianerinstitut INAI vurderer at der er omkring 1 million indianere i landet, mens indianerorganisationer som AIRA (Asociación de Indígenas de la República Argentina) dog har påstået at der er over 1,5 millioner.
I en særlig folketælling fra INDEC, som blev gennemført i 2004, fandt man frem til at cirka 2,8% af alle argentinske husholdninger havde en indiansk husholderske. Dette antal varierer dog stærkt fra provins til provins. Således er andelen størst i Jujuy med 10,5%. Mindst er andelen i provinsen Corrientes med 1%. I hovedstaden Buenos Aires ligger tallet på 2,3%  (INDEC).
De største grupper er kollaerne i Jujuy og Salta, mapuche i Neuquén og Río Negro samt wichierne og Tobaerne i Chaco og i Formosa. Kun et mindretal af indianerne lever egne bosættelser, mange har slået sig ned i storbyerne hvor de ofte bor under fattige forhold og tager dårligt betalt arbejde. Således er en fjerdedel af byerne Rosario og Resistencia udelukkende beboet af Toba-indianere, mens det samme gør sig gældende for Kollaer i San Salvador de Jujuy og San Miguel de Tucumán.

### Indvandring og udvandring
Antallet af udlændinge lå ved folketællingen i 2001 på 1.531.940 (4,2 % af befolkningen), og deraf er de største grupper paraguayer (325.046), bolivianere (233.464), italienere (216.718) og chilenere (212.429). Den største andel af befolkning født i udlandet er i provinsen Santa Cruz (12 %), byen Buenos Aires og Tierra del Fuego (begge 11 %).
Historisk set registrerede man den største indvandrerbølge mellem 1880 og 1930, næsten udelukkende fra Europa. Derefter stilnede udvandringen til Argentina igen af, bortset fra en kortvarig genopflamning i tiden med anden verdenskrig. Efter en fase med udvandring mellem 1975 og 2001 er balancen fra den argentinske krise og til nu igen en smule positiv. I dag udvandrer borgere fra nabolandene Bolivia, Paraguayog Uruguay, såvel som fra det sydamerikanske land Peru, til Argentina. I tiden med Pinochet-diktaturet var der også indvandring fra Chile, dette er dog blevet vendt om efter redemokratiseringen og den nu højere levestandard i nabolandet efter 2001. I alt kommer cirka 68% af indvandrere fra amerikanske lande. Cirka 2% af alle indvandrere kommer fra Asien (hovedsageligt koreanere).
Siden 1990'erne kommer der flere og flere indvandrere fra Europa, som hovedsageligt kommer til landet på grund af den uberørte natur. Til forskel fra de andre indvandrere er de som regel økonomisk sikret eller er pensionister, og prøver gennem flytningen at øge deres livskvalitet. Andre grupper af udlændinge (specielt italienere og spaniere) er stadig levende indvandrere fra hovedbølgen (indtil 1950). Europæere repræsenterer cirka 28% af udlændingene.
Siden den argentinske krise mellem 1998 og 2002 har der været flere bølger af udvandring. Argentinere forlader landet for at tage til Europa og Nordamerika og i mindre grad også til Brasilien og Chile. Disse udvandringsbølger er dog begyndt at ebbe ud på grund af den relativt hurtige genopretning af den argentinske økonomi.

### Sprog
Hovedsproget i Argentina er spansk, men med en del variation til det spansk der tales i Spanien. I Argentina bruger man Voseo, dvs. "vos" i stedet for "tú" (du). I anden person ental kommer der tryk på sidste stavelse og uregelmæssige verber ændrer ikke grundform i anden person ental. 
| Verbum                 | Spansk i Argentina           | Spansk i Spanien            |
| ---------------------- | ---------------------------- | --------------------------- |
| Hacer (at gøre/lave)   | Vos hacés (du gør/laver)     | Tú haces (du gør/laver)     |
| Tener (at have)        | Vos tenés (du har)           | Tú tienes (du har)          |
| Tomar (at drikke/tage) | Vos tomás (du drikker/tager) | Tú tomas (du drikker/tager) |

Derudover når man bruger Voseo kommer der også tryk på sidste stavelse i bydeform. 
Fx: 
Tal, hør osv. "Hablar" som er at tale, bliver i bydeform til "hablá" på spansk i Argentina hvor den i Spanien bliver til "habla" uden tryk på sidste stavelse. Det samme sker med "escuchar" som er at høre. "Escuchá" på spansk i Argentina og "escucha" på spansk i Spanien. 
Derudover udtales "ll" og "y" som (sj) hvor den i Spanien udtales som (lj) eller i daglig tale (j). Fx: 
"Calle" som er gade udtales som (casje) i Argentina og som (caje) i Spanien. "Yo" som er "jeg" udtales som (sjo) i Argentina og som (jo) i Spanien, men denne måde at tale på bliver mest brugt i Buenos Aires og i de omkringliggende provinser. I de nordlige provinser udtales "ll" og "y" mere som (dj) eller til tider som (j) som i Spanien. 
Da Argentina er et stort land, er der selvfølgelig forskel på måden at tale på fra provins fra provins. Hver provins har deres måde at tale på fx: 
I provinsen Tucuman udtales "r" og "rr" som (shj) hvor den i Spanien udtales som en normal r-lyd med rul med tungen. I provinsen Córdoba synger de mere end i andre steder i landet osv.
Sproget i Argentina og sproget i Spanien er umiddelbart ikke forståeligt overfor hinanden hvis hver især snakker hurtigt og med meget accent, da også mange ord er forskellige, men størstedelen er dog forståeligt, hvis der foregår en samtale.

### Religion
Argentinas grundlov garanterer, at der er religionsfrihed i landet. Men selv om der er religionsfrihed, så har den romerskkatolske religion  særstatus frem for andre religioner, hvilket bl.a. giver dem skattefri økonomisk støtte til skoler.
Ifølge en CONICET undersøgelse, er argentinerne fordelt således angående religion: 76,5% katolikker, 11,3% agnostikere og ateister, 9% Evangeliske protestanter, 1,2% Jehovas Vidner, 0,9% Mormonere; 1,2% følger andre religioner, deriblandt Islam, Jødedom og Buddhisme.
I Argentina findes de største grupper af muslimer og jøder i Latinamerika, hvor sidstnævnte gruppe er den 7. største i verden. Argentina er medlem af International Holocaust Remembrance Alliance.

## Historie

### Forhistorie og kolonitiden
Det tidligste bevis man har fundet på at mennesker har boet i det område som i dag svarer til Argentina, er fundet ved arkæologiske udgravninger ved Piedra Museo i Santa Cruz Provinsen, der kan dateres tilbage til 11.000 f.Kr. Cueva de las Manos, i samme provins er over 10.000 år gammelt.
De nuværende fastboende stammer Het (Querandíes) og Tehuelches (Aonikenk og Gununaküna) i Pampaområdet, var nomader indtil mødet med de spanske kolonister, og besad heller ingen nævneværdigt udviklet teknologier. Stammerne i den nordvestlige del af landet (f.eks. Diaguita) praktiserede derimod landbrug og husdyravl på et niveau svarende til den tidlige middelalder i Europa, og var frem for alt højt udviklede på arkitekturområdet. I det 13. og 14. århundrede udvidede Inkariget sig kraftigt mod syd, og omfattede omkring 1450 store dele af Argentina, fra det nordvestlige område og til den nordlige del af den nuværende provins Mendoza.
Europæerne nåede for første gang til regionen ved Amerigo Vespuccis rejse i 1502.
Det nuværende Argentina blev i det 16. århundrede koloniseret af spanierne fra to retninger: Fra Peru tog de de nordvestlige dele af landet i besiddelse, mens der andetsteds kom spaniere fra Atlanterhavet og grundlagde afdelinger ved Río de la Plata. Bl.a. Buenos Aires, hvor spanierne i 1580 kunne etablere en varig tilstedeværelse efter et første forsøg på grundlæggelsen af en spansk bosættelse i 1536 var stødt på modstand fra de indfødte i Pampaen. De længere sydligt beliggende områder af det nuværende Argentina blev ganske vist også gjort krav på af Spanien, men forblev faktisk udenfor det spanske herredømme i kolonitiden.
Administrativt var det nuværende Argentina til at begynde med en del af Vicekongedømmet i Peru, som omfattede hele Sydamerika med undtagelse af de portugisiske områder. I 1776 blev dette opdelt til Vicekongedømmet Río de la Plata med hovedstaden Buenos Aires, og som udover Argentina også omfattede det nuværende Bolivia, Paraguay og Uruguay.

### Opbygningen af en nationalstat
Med inspiration fra den franske revolution erklærede Argentina uafhængighed 25. maj 1810 i Buenos Aires, hvilket til at begynde med kun havde en lokal virkning (Majrevolutionen), men førte til en national uafhængighedskrig mod Spanien. Uafhængigheden blev endelig opnået 9. juli 1816 i San Miguel de Tucumán. Efterfølgende brød først Paraguay i 1811, og senere i 1825 Bolivia og i 1828 Uruguay ud fra det daværende De forenede Provinser Río de la Plata.
Mellem 1816 og 1880 var Argentinas udvikling præget af diktaturer (under Buenos Aires-guvernøren Juan Manuel de Rosas) og borgerkrige. Provinserne var efterfølgende vidtgående autonome, og kun i perioden 1826–1827 var landet kortvarigt forenet. 1853 blev den moderne argentinske republik grundlagt, til at begynde med uden den frafaldne Buenos Aires-provins, og en føderalistisk forfatning blev underskrevet i den første hovedstad Paraná. I årene 1861 og 1862 tilsluttede Buenos Aires sig igen efter en militærkonflikt, der blev afholdt nationale valg og præsident for det samlede Argentina blev Bartolomé Mitre. I hans regeringstid skete Trippelalliancekrigen fra 1864 til 1870, hvor Argentinien sammen med Brasilien og Uruguay modsatte sig ekspansionen fra Paraguay, som på denne tid var udviklet sig til en af Sydamerikas stærkeste militærmagter. Argentina vandt gennem krigen området, hvor de nuværende provinser Misiones, Formosa og Chaco ligger.

### Indvandring og økonomiboom
Årene fra 1880 til 1912 var kendetegnet ved massiv indvandring af italienere og spaniere, som bosatte sig i byerne og i såkaldte "kolonier" på landet. Politisk betegnes denne tid som et "skindemokrati", da regeringen under Julio Argentino Roca, samt de følgende regeringer var oligarkisk indrettet, under stor indflydelse af de store landejere. Størstedelen af befolkningen blev gennem et nøje udtænkt valgsystem nægtet deres politiske ret af regeringspartiet Partido Autonomista Nacional, som havde regeret uafbrudt fra 1874 til 1916; indvandrerne havde ligeledes ingen stemmeret.
Fra 1893 skærpedes grænsekonflikten med Chile, efter Bolivia havde afstået en del af Puna de Atacama til Argentina – et område som havde været besat af Chile siden Salpeterkrigen. Situationen udviklede sig til et våbenkapløb mellem Chile og Argentina. Den britiske konge Edvard 7. mæglede i 1902 i grænsestriden. Patagonien og Ildlandet blev igen opdelt, og heraf tilfaldt 54.000 km² Chile og 40.000 km² Argentina.
I 1912 blev stemmeret for alle indført af lederen for den liberale fløj af PAN, Roque Sáenz Peña, og i kølvandet kom i 1916 et magtskifte, da partiet Unión Cívica Radical fra den borgerlige protestbevægelse vandt valget. Det regerede frem til 1930, hvor et militærkup genindførte et konservativt system. 1930'erne bliver i dag oftest omtalt som década infame, det berygtede årti, hvor demokratiet kun eksisterede på papiret, og valgsvindel var dagligdag.

### Peronisme
I løbet af den første halvdel af 1940'erne nåede den unge officer Juan Domingo Perón at manøvrere sig frem til magten i Argentina. Ved general Pedro Ramírez' kup blev Perón sat i spidsen for det dengang relativt ligegyldige arbejdsministerium, og blev gennem vidtrækkende indrømmelser overfor fagforeningerne hurtigt til en folkehelt for arbejderklassen. I 1946 blev han valgt som præsident. Hans hustru, Eva Peron, fik en overvældende modtagelse af det argentinske folk, der så hende som en helgen og kaldte hende Evita – Evita blev senere titlen på en musical og spillefilm om hendes liv – i sin kamp for de fattige blev hun landets mest magtfulde og omtalte kvinde. Den 26. juli 1952 døde Evita 33 år gammel og efterlod Argentina i landesorg.
Argentina var officielt neutralt under 2. verdenskrig. Landet sympatiserede i starten med aksemagterne, men støttede de allierede hen mod krigens slutning. Under krigen modtog Argentina mange flygtninge fra Europa; efter krigen søgte nazister og fascister tilflugt i Argentina såvel som i resten af Latinamerika. Blandt de mest kendte nazistiske krigsforbrydere, der flygtede til Argentina, var Adolf Eichmann, som 23. maj 1960 blev bortført af Mossad og taget til Israel, hvor han blev idømt dødsstraf, Josef Mengele, som var berygtet læge fra koncentrationslejren Auschwitz, og Walter Rauff, som under anden verdenskrig var medansvarlig for arbejdet med mobile gaskamre, såkaldte gasvogne, som blev brugt til at myrde fanger i koncentrationslejre.
Under Perón, som sympatiserede med de fascistiske grundtanker, søgte Argentina at afværge kommunismen gennem flere indrømmelser overfor arbejderne. Fra hans første regeringstid blev industrialiseringen af landet, som var begyndt efter den verdensomspændende økonomiske krise i 1930, forstærket og der blev gennemtvunget en importsubstitutionspolitik. I 1955 blev han afsat ved et kup, og flygtede i eksil. Peróns tanker har efterfølgende lagt navn til ideologien peronisme.

### Ustabilitet og diktatur
Argentina oplevede i den følgende tid skiftevis økonomisk succes og krise. Indtil 1983 var der en æra af ustabilitet, hvor landet havde forskellige civile- og militærregeringer. Arturo Frondizis (1958–62) og Arturo Umberto Illias (1963–1966) demokratisk valgte regeringer blev væltet af det Perón-fjendtlige militær. I perioden 1966 til 1973 var landet et længere højrekonservativt militærdiktatur under Juan Carlos Onganía og hans efterfølgere. Diktaturet blev ophævet i 1973 efter stærke protester fra befolkningen. Landet blev kortvarigt et demokrati igen, hvorefter den stadig populære Perón fik tilladelse til at vende tilbage til landet, og snart efter genvandt magten.
Peróns anden embedsperiode fra oktober 1973 til sin død 1. juli 1974 bragte kun en ubetydelig beroligelse af Argentinas politiske og økonomiske forhold. Efter hans død blev hans tredje hustru, Isabel Perón (kaldet "Isabelita"), som han havde udnævnt til vicepræsident, indsat som præsident. Den tidligere natklubdanserinde blev dog overvældet af embedet og tjente udelukkende som marionet for højreorienterede peronister som José López Rega, der med AAA allerede under Perón havde indsat en paramilitær gruppe som torturerede og myrdede modstandere af regimet. Desuden tog de økonomiske problemer til i styrke, og landet blev ramt af en stærk inflation. Kriminelle grupperinger (Guerilleros) udnyttede kaosset til at begå bortførelser og andre forbrydelser i egen interesse.[kilde mangler]
I 1976 kom et nyt kup, som installerede et militærdiktatur under ledelse af Jorge Rafael Videla. Diktaturet, som officielt fik navnet Proceso de Reorganización Nacional ("den nationale reorganiseringsproces") blev ledet af en tremands-junta, som forsøgte at løse situationen ved hjælp af åben statsterror i årene mellem 1976 og 1978 i det, som senere blev kendt som "den beskidte krig". I løbet af årene forsvandt anslået 30.000 modstandere af regimet, samt andre, samlet betegnet "Desaparecidos".
For at ende suverænitetsstridighederne over øerne på Amerikas sydlige spids, oprettede Argentina og Chile i 1971 et internationalt tribunal, som skulle beslutte en endelig fortolkning af grænseaftalen fra 1881. Voldgiften i Bealekonflikten blev fastslået i 1977, og gik på at alle øer syd for Isla Grande de Tierra del Fuego skulle tilhøre Chile. I 1978 erklærede Argentina voldgiften ugyldig, og forberedte sig på at indtage øerne militært ved Operation Soberania, hvilket dog blev undgået takket været indgriben fra den daværende pave.[kilde mangler] Først i 1984 anerkendte Argentina officielt beslutningen, efter diverse ændringer, såsom en ændring i den maritime grænse mod vest, og underskrev Venskabs- og frihedstraktaten.

### Det demokratiske Argentina
I april 1982 kom Argentina under den nye juntaleder Leopoldo Galtieri i krig mod Storbritannien i den såkaldte Falklandskrig. Konflikten begyndte efter Argentina invaderede Falklandsøerne, som ifølge Argentinas forfatning tilhørte Argentinas eget statsområde, men som dog blev administreret af Storbritannien. Invasionen af argentinske soldater blev besvaret af Storbritannien med et succesfuldt modangreb til lands, til vands og i luften. Argentina kapitulerede 14. juni samme år.
I 1983 vendte landet tilbage til demokrati. Den første demokratiske præsident i perioden var Raúl Alfonsín (UCR), som dog trådte tilbage før tid i 1989 som følge af en finanskrise. Partido Justicialista kom dermed igen til magten, med Carlos Menem i spidsen. Menems neoliberale finanspolitik og 1:1-bindelsen af den argentinske peso til den amerikansk dollar under hans første regeringstid var blandt de tiltag som stabiliserede landet. I hans anden regeringsperiode blev de negative sider ved hans finanspolitik dog mere synlige.[kilde mangler]
Mellem 1998 og 2002 faldt landet på ny ind i en stor finanskrise, hvor købekraften gik 20% tilbage. I 1999 blev Menems regering afløst af en centrum-venstre-koalition med præsidentkandidaten Fernando de la Rúa. De la Rúa kunne dog ikke forbedre den finansielle situation, som hans forgænger havde efterladt, hurtigt eller holdbart.[kilde mangler] Præsidentens tøven med at handle, stridigheder internt i koalitionen samt en stærk udenomsparlamentarisk opposition gennem fagforeningerne, som traditionelt var peronister, svækkede i stigende grad De la Rúa.[kilde mangler] Dette kulminerede i slutningen af 2001 efter omfattende uro og plyndringer i at præsident Fernando de la Rúa trådte tilbage.
Efterfølgende kom mere peronistiske præsidenter, først Eduardo Duhalde som dog blev slidt op af håndteringen af krisen.[kilde mangler] I maj 2003 blev Néstor Kirchner, som tilhørte den socialdemokratiske fløj af Partido Justicialista, valgt som ny præsident efter et meget kaotisk valgforløb. På trods af hans beskedne valgresultat var Kirchner meget vellidt af befolkningen i sin regeringstid, da det lykkedes ham at overvinde krisen og dermed forbedre landets overordnede situation.[kilde mangler] Økonomien begyndte en kraftig vækst: i 2003 rapporterede Argentina om en vækst i bruttonationalproduktet helt op til +8,7% mod −10,9% i 2002. Kirchner blev dog også udsat for kritik, specielt på grund af hans autokratiske ledelsesstil og til dels også på grund af hans samarbejde med Piquetero-protestbevægelsen, hvilket blev tolket som populisme.[kilde mangler]
Den efterfølgende periode har været præget af en forholdsvis stabil politisk udvikling i landet. 

## Politik
Argentinas grundlov stammer fra 1853 (med ændringer ved 1994 års reform af Argentinas grundlov). Den foreskriver en opdeling af magten i en lovgivende, en udøvende og en dømmende sektion. 
Argentinas præsident og vicepræsident vælges ved direkte valg hvert fjerde år. De er begge begrænsede til to på hinanden følgende mandatperioder; de kan stille op til genvalg efter at have ventet en eller flere mandatperioder. Præsidenten udser statsministeren samt de øvrige ministre i kabinettet, og grundloven giver præsidenten stor magt som både stats- og regeringschef, hvilket blandt andet inkluderer magt til at stifte love ved kundgørelse i nødstilfælde (hvis det haster og er nødvendigt) og magten til at nedlægge veto mod hele love eller specifikke dele af love.
Argentinas lovgivende forsamling (med to kamre) er Congreso de la Nación, som består af et senat med 72 pladser og et repræsentanthus med 257 pladser. Siden 2001 vælges senatorer ved direkte valg hvert sjette år, idet hver provins er repræsenteret af tre senatorer. En tredjedel af senatet udskiftes hvert andet år. Medlemmerne i repræsentanthuset vælges ved et proportionelt valgsystem for en mandatperiode på fire år. Hvert andet år vælges halvdelen af repræsentanthusets medlemmer.

### Politi
Politiet i Argentina er organiseret på tre niveauer: føderalt politi, provinspoliti og kommunalt politi. Det føderale politi består dels af det civile føderale politi – Policía Federal Argentina – som er et føderalt ordens- og kriminalpoliti, dels af det føderale gendarmeri - Gendarmería Nacional Argentina – som er en militær organisation med ansvar for grænsebevogtning og militær orden og sikkerhed. Den har også som sin særlige opgave at bekæmpe narkotikasmugling, terrorisme og organiseret kriminalitet, samt for at støtte andre politimyndigheder når deres ressourcer ikke er tilstrækkelige til at opretholde almindelig ro og orden. Prefectura Naval Argentina er en føderal politiagtig kystbevogtningsorganisation. Et føderalt flyvepladspoliti - Policía de Seguridad Aeroportuaria (PSA) blev oprettet i 2005 for at opretholde orden og sikkerhed ved Sistema Nacional de Aeropuertos (de føderalt drevne flyvepladser).

### Forsvaret
Præsidenten er øverstbefalende for det argentinske forsvar, som en del af en retslig ramme, som indebærer en strikt adskillelse mellem det nationale forsvar og interne sikkerhedssystemer:
Det argentinske forsvar er en professionel hær.
- Hæren består af 44.000 soldater i aktiv tjeneste (kontinuerligt tjeneste) og 16.000 reservister (tidvis tjeneste). Den er organiseret på tre hærfordelingsområder, en hasteindsatsstyrke og hærens flyvetjeneste. Operativt bestod hæren i 2011 af ti brigader: to panserbrigader, tre mekaniserede brigader, tre bjergbrigader, en luftlandsætningsbrigade og en junglebrigade.
- Marinen i sin helhed bestod i 2007 af 20.000 sømænd og marinesoldater i aktiv tjeneste, omkring 10.000 reservister og cirka 7.000 civilansatte. Marineinfanteriet udgjorde heraf cirka 5.500 marinesoldater og marineflyvevåbenet af cirka 3.000 flysoldater. Marinen er organiseret i en kampstyrke med 4 jagere og 6 fregatter, en undervandskampstyrke med 3 ubåde, en amfibiekampstyrke og en flykampstyrke på to marineflykampenheder med 75 fly og helikoptere.
- Flyvevåbenet havde i 2007 15.000 flysoldater i aktiv tjeneste og 7.000 civilansatte med 375 fly og helikoptere i 8 flykampenheder.

### Menneskerettigheder
Angående menneskerettighederne og medlemskab af de syv organer i den internationale menneskerettighedserklæring, heriblandt FN's menneskerettighedskomite (HRC), har Argentina  underskrevet eller ratificeret de følgende:
| Status på de primære internationale aftaler om menneskerettigheder. |                          |                          |                          |                          |                                       |                          |                          |                          |                          |                          |                          |                          |                          |                                       |                             |                             |
| Argentina | Internationale traktater | Internationale traktater | Internationale traktater | Internationale traktater | Internationale traktater              | Internationale traktater | Internationale traktater | Internationale traktater | Internationale traktater | Internationale traktater | Internationale traktater | Internationale traktater | Internationale traktater | Internationale traktater              | Internationale traktater    | Internationale traktater    |
| Argentina | ØSKR                     | ØSKR                     | ICCPR                    | ICCPR                    | ICCPR                                 | CERD                     | CEDAW                    | CEDAW                    | CAT                      | CAT                      | CRC                      | CRC                      | CRC                      | ?                                     | CRPD                        | CRPD                        |
| Argentina | ØSKR                     | ØSKR-OP                  | ICCPR                    | ICCPR-OP1                | ICCPR-OP2-DP                          | CERD                     | CEDAW                    | CEDAW-OP                 | CAT                      | CAT-OP                   | CRC                      | CRC-OP-AC                | CRC-OP-SC                | ?                                     | CRPD                        | CRPD-OP                     |
| Medlemskab | [ 62 ]                   | Ingen information        | [ 62 ]                   | [ 62 ]                   | Ikke underskrevet og ikke ratificeret | [ 62 ]                   | [ 62 ]                   | [ 62 ] [ 63 ]            | [ 62 ]                   | [ 62 ]                   | [ 62 ]                   | [ 62 ]                   | [ 62 ] [ 64 ]            | Ikke underskrevet og ikke ratificeret | Underskrevet og ratificeret | Underskrevet og ratificeret |
| Underskrevet og ratificeret, underskrevet men ikke ratificeret, ikke underskrevet og ikke ratificeret, ingen information, har underskrevet og ratificeret det angivne organ, men også påtaget sig ansvaret for at modtage og behandle individuelle kommunikationer fra dele af de ansvarlige organer. |                          |                          |                          |                          |                                       |                          |                          |                          |                          |                          |                          |                          |                          |                                       |                             |                             |

### Administrativ inddeling
Uddybende artikel: Argentinas provinser
Argentina er opdelt i 23 provinser (provincias, ental – provincia), og et føderalt distrikt (distrito federal).
| 1. Buenos Aires (føderalt distrikt) 2. Buenos Aires (provins) 3. Catamarca 4. Chaco 5. Chubut 6. Córdoba 7. Corrientes 8. Entre Ríos 9. Formosa 10. Jujuy 11. La Pampa 12. La Rioja | 1. Mendoza 2. Misiones 3. Neuquen 4. Río Negro 5. Salta 6. San Juan 7. San Luis 8. Santa Cruz 9. Santa Fe 10. Santiago del Estero 11. Tierra del Fuego, Antártida e Islas del Atlántico Sur 12. Tucumán |

## Økonomi
De vigtigste næringsveje er industri og landbrug. Der udvindes nogen råolie og naturgas i syd, men ikke nok til at gøre Argentina selvforsynende. Argentina har rige naturressourcer, en godt uddannet befolkning, en eksportorienteret landbrugssektor og en bred industriel base. I slutningen af 1980'erne oplevede landet ikke desto mindre en gældskrise. Inflationen nåede 200 % og industriproduktionen sank dramatisk. Argentina førte efterfølgende en økonomisk politik præget af dramatiske politikændringer, en stor offentlig og beskyttet sektor, og en lidet vellykket blanding af handelsliberalisme og produktionsmæssig protektionisme, under forhold med udbredt korruption og vanstyre.
For at bekæmpe den økonomiske krise indførte IMF et strukturtilpasningsprogram, hvor valutaen blev devalueret, næringslivet privatiseret og handelen liberaliseret. I 1991 indførte Argentina en ny, radikal pengepolitik, hvor blandt andet pesoen blev låst til dollar-kursen. I slutningen af 2001 kollapsede økonomien fuldstændig. Fattigdommen var udbredt: i 2001 levede 37 % af befolkningen i Argentina under fattigdomsgrænsen.
I 2011 kom næsten 60 % af al elektricitet, som produceredes i Argentina, fra fossile brændstoffer, overvejende gas og oliedrevne varmekraftværker, 30 % fra vandkraft og resten fra atomkraft. Atomkraften har 2 reaktorer i brug og en tredje under konstruktion.
| Økonomiske nøgletal          | Værdi         | % av BNP | År, kilde                       |
| ---------------------------- | ------------- | -------- | ------------------------------- |
| BNP                          | 214,1 mrd US$ |          | 2006, Verdensbanken             |
| BNP (vækst)                  | 8,7%          |          | Q3 2007, The Economist nov 2007 |
| Industriproduktion           | 0,1%          |          | Q3 2007, The Economist nov 2007 |
| Konsumpriser                 | 8,6%          |          | Q3 2007, The Economist nov 2007 |
| Renter 3 mnd                 | 12,69%        |          | Q3 2007, The Economist nov 2007 |
| Børsindeks 1.jan-7. maj 2008 | −2,7%         |          | The Economist mai 2008          |
| Arbejdsløshed                | 8,5%          |          | Q3 2007, The Economist nov 2007 |
| Handelsbalance 12 mnd        | 10,5 mrd $    |          | Q3 2007, The Economist nov 2007 |
| Betalingsbalance 12 mnd      | 7,4 mrd $     | 2,8%     | Q3 2007, The Economist nov 2007 |
| Udviklingshjælp              | −0,25 mrd US$ |          | 2005, UNDP Database             |
| Budgetbalance                |               | 1,4%     | Q3 2007, The Economist nov 2007 |
| BNP per indb                 | 4731 US$      |          | 2005, UNDP Database             |

### Landbrug
Landbrug og kvægavl har i lange tider været hovednæringsveje og bidrager med 3/4 af eksportindkomsterne. Jordbruget er stærkt mekaniseret og drives overvejende på storgodser (estancior). Med sine frugtbare løsjorder er Pampas landets kornkammer. Her dyrkes især hvede og majs, og her driver gauchos, Argentinas cowboys, store kvæghjorde. Fåreavl er almindelig i Patagonien og dele af Gran Chaco. Argentina er en af verdens største korneksportører og producenter af kød, huder og uld. 
Råstofressourcerne er gode men kun i ringe udstrækning udnyttede.
I de seneste år er man flere steder i Argentina gået over til at dyrke genmodificerede sojabønner, som tåler store mængder af giftstoffer, som sprøjtes over markerne, som ofte ligger tæt på landsbyer. Disse giftstoffer anklages for at være kræftfremkaldende og give fosterskader, og der ses øgning af forekomsten af både kræft og fosterskader i områder med denne type af produktion. Danmark importerer årlig over en million ton soja fra Argentina, der hovedsagelig bruges til foder til kvæg, svin og høns.

### Industri
Industrien har overvejende været rettet mod forædling af jordbrugsprodukter (slagterier, fryserier, konservesfabrikker) men tung produktion er under udbygning. Halvdelen af landets eksport kommer fra landområderne.
I 2012 kom 20,3% af BNP fra fabrikation - den største vare-producerende sektor i landets økonomi.
Med en produktions vækstrate på 6,5% i 2011, hviler den mangfoldige produktionssektor på et stabilt voksende netværk af industriområder (314 pr. 2013)
I 2012 var de førende sektorer efter volumen: fødevareforarbejdning,  drikkevarer og tobaksprodukter, motorkøretøjer og bildele, tekstil og læder; produkter fra olieraffinaderi og biodiesel; kemikalier og medicin, stål, alumin7ium og jern, maskiner til industri og landbrug, hvidevarer og møbler, plast og dæk, glas og cement, og optagelse og trykte medier. Derudover har Argentina i lang tid været et af top-fem vinproducerende lande i verden. Landet er dog også blevet klassificeret som et af 74 lande hvor der forekommer børnearbejde og tvangsarbejde er blevet observeret og er nævnt i rapporten fra 2014 publiceret af Bureau of International Labor Affairs.

### Turisme
Turisme i Argentina er præget af tilbud med kulturelle arrangementer og attraktioner i form at en varieret natur. Landet havde 5,57 millioner besøgende i 2013, hvilket gjorde landet til det mest besøgte i Sydamerika og næstmest besøgte i Latinamerika, næst efter Mexico. Indkomsten fra besøgende fra andre lande nåede op på 4,41 milliarder US dollars i 2013, hvilket var mindre end året før, indkomsten var på 4,89 milliarder US dollars i 2012. Landets hovedstad, Buenos Aires, er den mest besøgte by i Sydamerika. Der er 30 nationalparker i Argentina, deriblandt er flere med i UNESCOs Verdensarvsliste.

## Kultur

### Musik
Argentina er kendt som tangoens hjemland. Tangoen udvikledes i 1800-tallet i Buenos Aires fattigkvarter. Tangoen er påvirket fra Afrika og Europa og er et af landets kulturelle symboler. 
Tangoens guldalder (1930 til midten af 1950'erne) afspejlede jazz og swing i USA, med store orkestre som Osvaldo Pugliese, Aníbal Troilo, Francisco Canaro, Julio de Caro og Juan d'Arienzo stod for.
Efter 1955 gjorde virtuosen Astor Piazzolla Nuevo tango populær, en finere og mere intellektuel tendens for genren.
Tango er siden blevet populært i hele verden med grupper som Gotan Project, Bajofondo og Tanghetto.

### Teater
Buenos Aires er en af de store teaterhovedstad i verden, med en scene af international kaliber centret på Corrientes Avenue, "gaden som aldrig sover", der af og til refereres til som en intellektuel Broadway i Buenos Aires. Teatro Colón er et globalt kendemærke for opera og klassiske opførelser; dets akustik anses for at være blandt verdens top fem. Andre vigtige teaterscener er bl.a. Teatro General San Martín, Cervantes, begge i Buenos Aires City; Argentino i La Plata, El Círculo i Rosario, Independencia i Mendoza og Libertador i Córdoba.
Griselda Gambaro, Copi, Roberto Cossa, Marco Denevi, Carlos Gorostiza, og Alberto Vaccarezza er blot nogle af de mest prominente argentinske dramatikere.

### Film
Argentinas filmindustri har historisk været en af de tre mest udviklede indenfor latinamerikansk film, sammen med film fra Mexico og Brasilien. Den argentinske filmhistorie startede i 1896, og i starten af 1930'erne var landet allerede blevet den førende filmproducent i Latinamerika, og beholdt denne plads frem til starten af 1950'erne. Verdens første animerede biograffilm blev lavet og udgivet i Argentina, af tegnefilmskaberen Quirino Cristiani i 1917 og 1918.
Argentinske film har modtaget anerkendelse fra hele verden: landet har vundet to Oscar for bedste fremmedsprogede film, med The Official Story (1985) og The Secret in Their Eyes (2009) med syv nomineringer:
- The Truce (La Tregua) i 1974
- Camila (Camila) i 1984
- The Official Story (La Historia Oficial) i 1985
- Tango (Tango) i 1998
- Son of the Bride (El hijo de la novia) i 2001
- The Secret in Their Eyes (El Secreto de sus Ojos) i 2009
- Wild Tales (Relatos Salvajes) i 2015

Damián Szifron episodiske sorte komedie fra 2014 Wild Tales (Relatos salvajes) er en af de mest succesfulde argentinske film, nationalt som internationalt.

### Sport
Argentinas nationalsport er pato, som er en sport som udøves på hesteryg og som kombinerer indslag fra polo og basketbold.
Argentina er et af verdens største fodboldlande, og Argentinas fodboldlandshold har vundet VM i fodbold tre gånge, i (1978, 1986 og 2022) og været i finale yderligere tre gange, således i 2014. Det vandt tillige OL-guld i fodbold for herrer i OL 2004 i Athen i Grækenland samt OL 2008 i Peking, Kina. Argentinska klubhold som CA Boca Juniors og CA Independiente har haft store fremgange internationalt og er, sammen med CA River Plate - som er den klub, som vundet den argentinske liga flest gange - blandt de mest kendte og populære i Sydamerika. Den tidligere fodboldsstjerne Diego Maradona er meget populær, men listen over fremtrædende argentinske fodboldspillere gennem årene er lang og omfatter navne som Alfredo Di Stéfano, Enrique Omar Sivori, Antonio Sastre, Guillermo Stabile, Amadeo Carrizo, Ernesto Grillo, Adolfo Pedernera, Mario Alberto Kempes, Angel Amadeo Labruna, Daniel Passarella, Ricardo Enrique Bochini, Oscar Ruggeri, Sergio Goycochea, Gabriel Batistuta, Javier Zanetti, Lionel Messi, Diego Simeone, Sergio Agüero, Javier Mascherano og Gonzalo Higuaín. 
Argentina har også haft fremgange inden for basket, vandt OL-guld i basket for herrer ved OL 2004 i Athen i Grækenland og bronze ved OL 2008 i Peking i Kina.
Andre sportsgrene med mærkbare resultater er tennis (de mest kendte tennisspillere: Guillermo Vilas, Gabriela Sabatini, Juan Martín del Potro, David Nalbandian, Gastón Gaudio), hestepolo, rugby  (med "Los Pumas"- Argentinas herrelandshold i rugby union) , landhockey (Las Leonas), boksning og golf.
I 2018 skal Buenos Aires være vært for Olympiske Lege for unge.

## Videnskab
Argentina har flere nobelpristagere: Bernardo Alberto Houssay (medicin), Luis Federico Leloir (kemi), Adolfo Pérez Esquivel (fredsprisen), Carlos Saavedra Lamas (fredsprisen) og César Milstein (fysiologi eller medicin).

## Andre noter
1. ↑  The poem's full name is La Argentina y conquista del Río de la Plata, con otros acaecimientos de los reinos del Perú, Tucumán y estado del Brasil.
2. ↑  De andre scener er Berlins Konzerthaus, Wiens Musikverein, Amsterdams Concertgebouw og Bostons Symphony Hall.[89]